# Meredan Barat
Meredan Barat is een bestuurslaag in het regentschap Siak van de provincie Riau, Indonesië. Meredan Barat telt 2417 inwoners (volkstelling 2010).